# Йери Мина
Йери Мина (роден 23 септември 1994 г.) е колумбийски централен защитник, който играе за Каляри и националния отбор по футбол на Колумбия.
Мина започва професионалната си кариера през 2013 г. в Депортиво Пасто, като след това е част от тимовете на Санта Фе, Палмейрас и Барселона.
Дебютира за националния отбор на Колумбия през 2016 г., а през 2018 г. се присъединява към състава на Евертън.

## Успехи
Санта Фе
- Копа Судамерикана: 2015
- Суперлига Коломбиана: 2015

Палмейрас
- Кампеонато Бразилейро Серия А: 2016

Барселона
- Примера Дивисион: 2017–18
- Купа на краля: 2017–18